# Wadley (Alabama)
Wadley es un pueblo situado en el condado de Randolph, Alabama, Estados Unidos. Tiene una población estimada, a mediados de 2023, de 844 habitantes.

## Geografía
La localidad está ubicada en las coordenadas 33°07′24″N 85°34′07″O / 33.12333, -85.56861 (33.1234, -85.568592). Según la Oficina del Censo, tiene una superficie total de 3.95 km², de los cuales 3.77 km² corresponden a tierra firme y 0.18 km² están cubiertos de agua.

## Demografía
Según la estimación 2019-2023 de la Oficina del Censo, los ingresos medios de los hogares de la localidad son de $47,788 y los ingresos medios de las familias son de $80,313.